# NGC 6467
NGC 6467 (NGC 6468) é uma galáxia espiral (S?) localizada na direção da constelação de Hercules. Possui uma declinação de +17° 32' 18" e uma ascensão recta de 17 horas, 50 minutos e 40,1 segundos.
A galáxia NGC 6467 foi descoberta em 2 de Junho de 1864 por Albert Marth.